# دبدن، آتلزفورد
دبدن (به انگلیسی: Debden) یک روستا و محله مدنی در بریتانیا است که در آتلزفورد واقع شده‌است. دبدن ۷۷۸ نفر جمعیت دارد.